# San Bernardino (Paraguay)
San Bernardino es una ciudad paraguaya localizada en Departamento de Cordillera, a orillas del lago Ypacaraí, y localizada a 50 kilómetros de Asunción.

## Historia
La ciudad fue fundada el 24 de agosto de 1881, después de la guerra de la Triple Alianza, por inmigrantes alemanes, entre ellos el suizo alemán Santiago Schaerer, primer administrador de la colonia, siendo rebautizada como General Bernardino Caballero, en ese entonces presidente del Paraguay. 
En 1880 el presidente Cándido Bareiro recibe una carta del Sr. Santiago Otto Schaerer en la que se le pedía datos sobre las ventajas que el Paraguay ofrecía a los colonos. Este señor residía en un pueblo cerca de Hamburgo y manifestaba que varios amigos suyos deseaban emigrar a América y tal vez, Paraguay.
El Gobierno Paraguayo le respondió al Sr. Santiago Otto Schaerer, que cada familia compuesta de 2 o 3 personas, recibirían: un terreno, una yunta de bueyes, semillas necesarias para el cultivo, pasaje desde Buenos Aires hasta Asunción y 6 meses de manutención.
Transcurrieron varios meses y el presidente Bareiro muere de una enfermedad. Poco después de su muerte, Santiago Otto Schaerer, vuelve a contactar con el Gobierno Paraguayo, avisando que 5 familias con un total de 17 personas estaban en camino.
Con la muerte de Candido Bareiro, el entonces Presidente Bernardino Caballero, mantuvo el compromiso contraído, pero surgió un problema. Todo lo que se había previsto, eran propiedades muy caras en la zona denominada Taruma de Luque y el Gobierno no aceptó adquirirlas.
Fue así que meses mas tardes se llegó a lo que actualmente se conoce como la Ciudad Veraniega de San Bernardino. En 1889 fue fundado el Club Alemán, que habiendo sido expropiado pos Segunda Guerra Mundial en los años 40 por Higinio Morínigo pasó a denominarse a partir del 9 de diciembre de 1945: Club Náutico de San Bernardino. 
De esos años de finales del siglo XIX igualmente es el Hotel del Lago, donde el alemán Dr. Bernhard Förster estuvo sus últimas seis semanas de vida, antes de suicidarse el 3 de junio de 1889 por sobredosis de estricnina. Inspirado en un escrito de Richard Wagner, y en su propio antisemitismo, viajó a Paraguay para crear un asentamiento modelo alemán con su esposa Elisabeth Förster Nietzsche (hermana del filósofo) y varias familias alemanas. Sus esfuerzos, en el sitio que se denominó Nueva Germania, no tuvieron el éxito esperado, llevándolo a irse a San Bernardino.

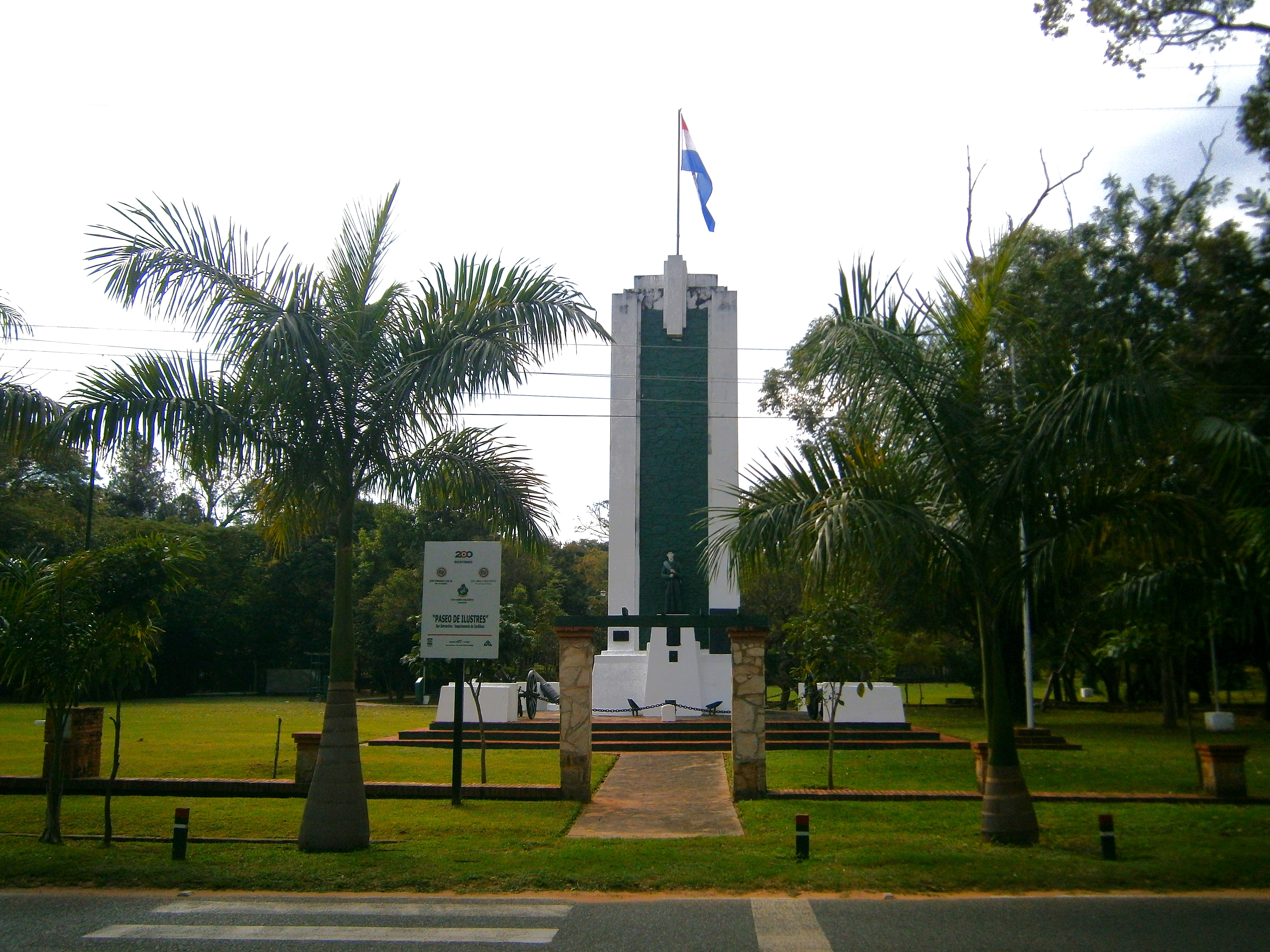
Monumento al Soldado Paraguayo Desconocido (San Bernardino).

Förster fue sepultado en el cementerio de la ciudad. Como las ideas de carácter nacionalsocialista se incrementaron en Paraguay hacia los años de 1930, entre los inmigrantes alemanes, Förster (en retrospectiva) llegó a ser visto como un pionero. En 1934, Adolf Hitler ordenó un servicio funerario en su memoria, arrojándose tierra alemana alrededor de su tumba. El Intendente de la ciudad durante toda la dictadura del presidente Alfredo Stroessner fue Rodolfo Guillermo Naumann Limprich.

## Demografía
San Bernardino durante décadas fue protagonista de las constantes inmigraciones de alemanes y suizos, viéndose pausada a partir de los años 70 hasta la actualidad. La ciudad cuenta con 12 216 habitantes en su totalidad, según datos oficiales del censo paraguayo de 2022.

## Turismo

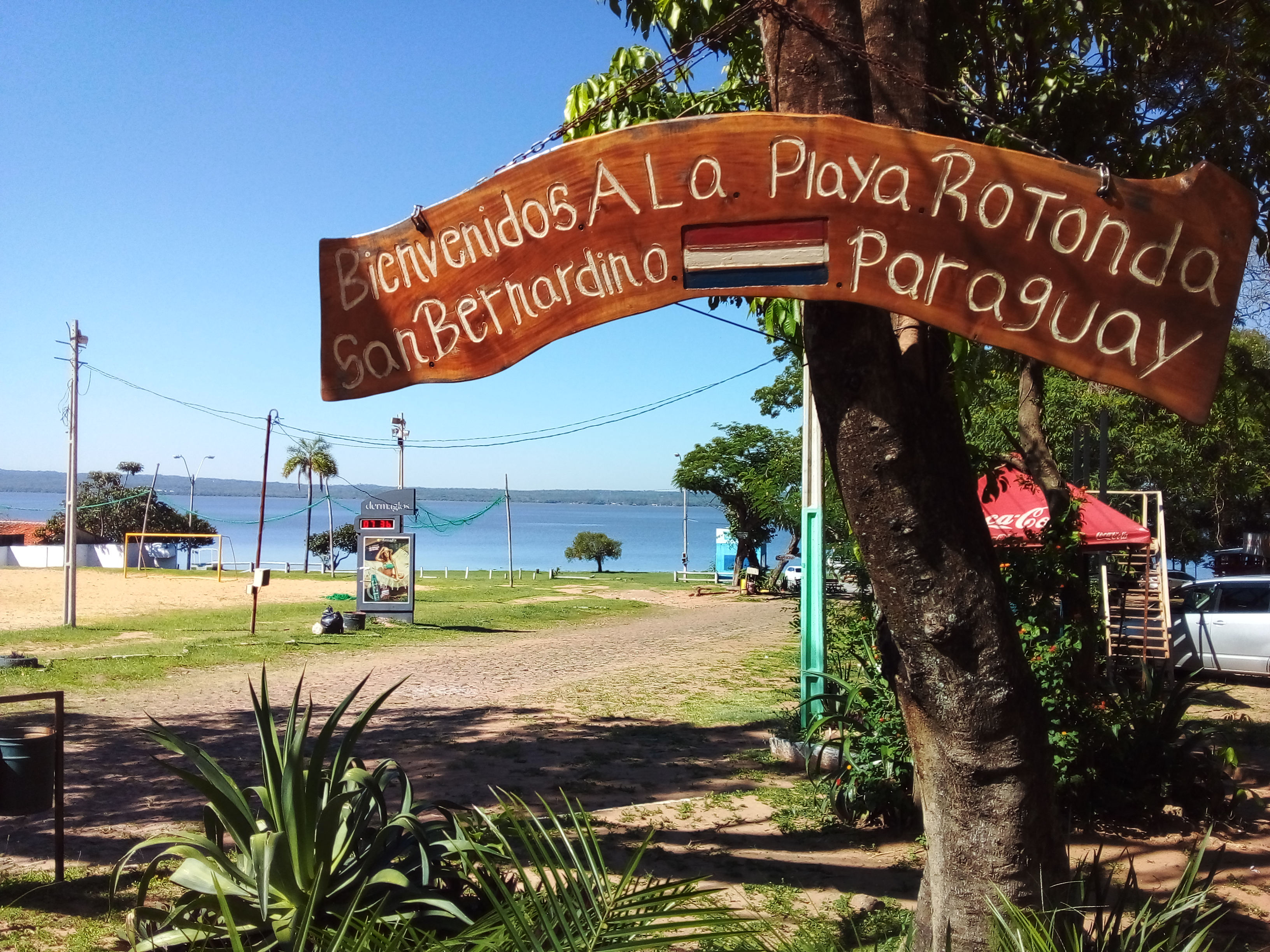
Acceso a Playa La Rotonda (San Bernardino).

Esta ciudad tiene su apogeo turístico a partir del mes de diciembre, hasta mediados de febrero, que son los periodos de auge veraniego; en este tiempo los jóvenes de Asunción, y localidades vecinas se aglutinan alrededor de los principales puntos de encuentro, que son los clubes y espacios públicos de mañana y las discotecas a la noche. San Bernardino es el sitio principal de veraneo de muchas familias del Gran Asunción.

## Personalidades
- Arnaldo André, actor paraguayo de trayectoria internacional, principalmente en telenovelas argentinas.

## Ciudades hermanadas
- Villa Carlos Paz, Argentina